# Caffrogobius saldanha
Caffrogobius saldanha es una especie de peces de la familia de los Gobiidae en el orden de los Perciformes.

## Morfología
Los machos pueden llegar a alcanzar los 12 cm de longitud total.

## Hábitat
Es un pez de Clima subtropical y demersal que vive hasta los 7 m de profundidad.

## Distribución geográfica
Se encuentran en África: desde Namibia hasta East London (Sudáfrica )

## Observaciones
Es inofensivo para los humanos.